# Old Pine
Old Pine is de tweede ep van Ben Howard. Old Pine kwam in april 2011 uit bij Communion.
De ep is verkrijgbaar op Itunes, maar ook op cd bij optredens. De ep is uitgebracht op vinyl in een gelimiteerd oplage van 500 stuks maar is inmiddels uitverkocht.

## Nummers
- Old Pine
- Further Away
- Follaton Wood
- Three Tree Town